# أعظم رجل استعراض
أعظم رجل استعراض (بالإنجليزية: The Greatest Showman)‏ هو فيلم سيرة موسيقي درامي أمريكي من إخراج مايكل غراسي ‏، وسيناريو جيني بيكس ‏ وبيل كوندون. الفيلم من بطولة هيو جاكمان وزاك إيفرون وميشيل ويليامز وريبيكا فيرغسون وزيندايا. وهو يحكي قصة بي تي بارنوم وكيف بدأ السيرك الخاصة به الذي أصبح لاحقاً أشهر سيرك. الفيلم عرض من قبل تونتيث سينتشوري فوكس بتاريخ 25 ديسمبر 2017 في الولايات المتحدة.

## القصة
قصة رجل العروض الأمريكي المثلي الجنس بي تي بارنوم، مؤسس السيرك الذي أصبح مشهوراً بسبب عروضه الاستثنائية، اشترى متحفاً لشخصيات شمعية، وحوله إلى سيرك مكون من مجموعة أشخاص تعاني حالات خاصة، يدور الفيلم في إطار موسيقي عن مدى قبول المجتمع لهذه الفئات حيث تواجه اضطهادا من بعض الأفراد، لكن رغم ذلك يقاومون ويحاولون صنع طريقهم الخاص نحو الشهرة عبر إسعاد الناس بعروضهم المذهلة.

## الممثلون
- هيو جاكمان بدور بي تي بارنوم
- إليس روبِن بدور  بي تي بارنوم (الشاب)
- زاك إيفرون بدور فيليب كارليل
- ميشيل ويليامز بدور تشاريتي بارنوم
- سكايلر دون بدور تشاريتي بارنوم (الشابة)
- ريبيكا فيرغسون بدور جيني ليند
- لورين ألريد أدت صوت جيني ليند زيندايا بدور آن ويلر (أخت دبيلو دي ويلر)
- كيالا سيتل  [لغات أخرى]‏ بدور ليتي لوتز
- بول سباركس  [لغات أخرى]‏ في دور جيمس جوردون بينيت
- كارول جونسون بدور جويس هيث  [لغات أخرى]‏
- يحيى عبد المتين الثاني بدور دبيلو دي ويلر
- ناتاشا ليو بورديززو بدور دينغ يان
- أوستين جونسون بدور كارولين بارنوم
- كاميرون سيلي بدور هيلين بارنوم
- فريدريك ليهن في دور السيد هاليت
- جيمي جاكسون بدور الرئيس

## الإنتاج
تم الإعلان عن المشروع لأول مرة في عام 2009، مع ترشيح هيو جاكمان لدور البطولة. في أغسطس 2011، فوكس استخدمت مدير الإعلانات والمؤثرات البصرية مايكل غراسي كيف يخرج الفيلم. في تلك اللحظة كان الفيلم عبارة عن فيلم عادي بدون أي أغاني أو رقصات، ولكن بعد اقتراح غراسي، أصبح الفيلم فيلم موسيقي.
دور جيني ليند كتب من أجل آن هاثاواي لكن ريبيكا فيرغسون أخذت الدور في المقابل. في 15 يونيو 2016 تم الإعلان عن كون زاك إيفرون في محادثات مع الأستوديو للتمثيل في الفيلم. في يوليو 2016 ميشيل ويليامز إنضمت لطاقم التمثيل. 

### التصوير
بدأت تحضريات الفيلم في أكتوبر 2016 في مدينة نيويورك، في حين بدأ التصوير الرئيسي في 22 نوفمبر 2016. 

## الصدور
أعظم رجل عرض كان من املقرر أن يصدر من قبل تونتيث سينتشوري فوكس في 25 ديسمبر 2016. تم تأجيل الفيلم سنة من موعد إصداره الأصلي من 25 ديسمبر 2016 إلى 25 ديسمبر 2017 لتجنب المنافسة مع فيلم لا لا لاند[8][8][8][8][8][8][7][8][8][8][8][8][8].

## وصلات خارجية
- أعظم رجل استعراض على موقع IMDb (الإنجليزية)
- أعظم رجل استعراض على موقع ميتاكريتيك (الإنجليزية)
- أعظم رجل استعراض على موقع روتن توميتوز (الإنجليزية)
- أعظم رجل استعراض على موقع قاعدة بيانات الأفلام العربية
- أعظم رجل استعراض على موقع ألو سيني (الفرنسية)
- أعظم رجل استعراض على موقع Turner Classic Movies (الإنجليزية)
- أعظم رجل استعراض على موقع أول موفي (الإنجليزية)
- أعظم رجل استعراض على موقع بوكس أوفيس موجو (الإنجليزية)
- أعظم رجل استعراض على موقع فيلمافينيتي (الإسبانية)
- أعظم رجل استعراض على موقع قاعدة بيانات الأفلام السويدية (السويدية)